# Old St. Mary’s Cathedral

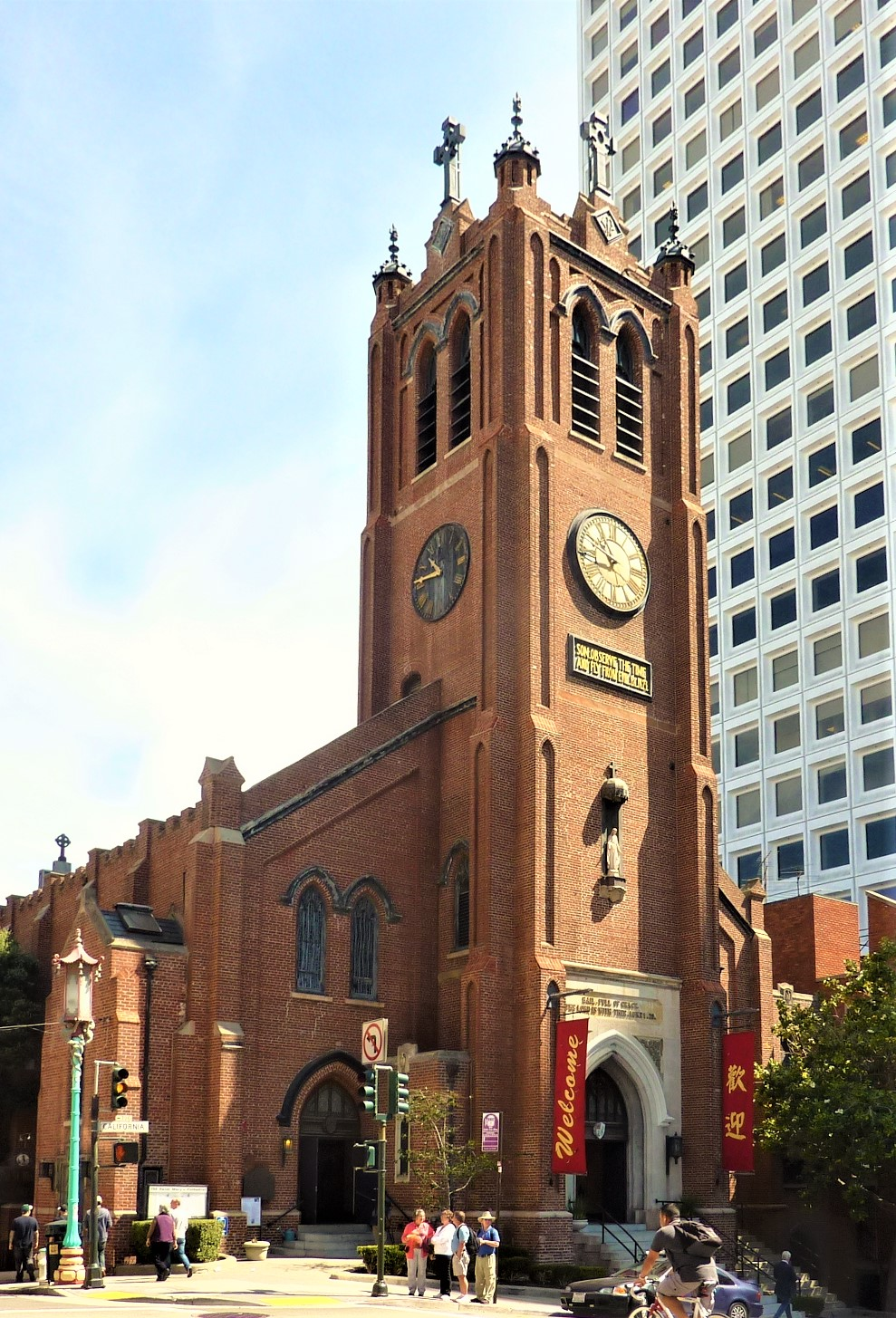
Old St. Mary’s Cathedral

Die Old St. Mary’s Cathedral (auch: Old Cathedral of St. Mary of the Immaculate Conception) ist die ehemalige römisch-katholische Kathedrale von San Francisco im US-amerikanischen Bundesstaat Kalifornien. Die heutige Konkathedrale ist seit 1965 als California Historical Landmark denkmalgeschützt. Die Kirche wurde außerdem 1968 als zweites Gebäude in die Liste der San Francisco Designated Landmarks aufgenommen.

## Geschichte
Old St. Mary’s war die erste römisch-katholische Kathedrale, die in Kalifornien errichtet wurde. Der Grundstein wurde im Auftrag von Erzbischof Joseph Alemany drei Jahre nach der Gründung des Bundesstaats Kalifornien im Juli 1853 gelegt. Das Fundament bestand aus Granit, der aus China importiert wurde. Die Ziegel für den Kirchbau wurden in Neuengland hergestellt und mit Schiffen um das Kap Hoorn geliefert. Die Weihe der neuen Kathedrale fand 1854 bei der Weihnachtsmesse um Mitternacht statt. Zu diesem Zeitpunkt war sie das höchste Gebäude in San Francisco.
Wegen des Wachstums der Stadt San Francisco und der Verlagerung des Stadtzentrums beschloss Erzbischof Alemany, den Sitz der Kathedrale an einen anderen Ort zu verlegen. Als 1891 die neue Kathedrale an der Van Ness Avenue fertiggestellt wurde, wurde die ehemalige Kathedrale in Old St. Mary’s umbenannt. Aufgrund der hohen Nachfrage nach Diözesanklerikern wurde Old St. Mary’s 1894 in die Seelsorge der Missionary Society of St. Paul the Apostle (Paulistenväter) aufgenommen.  Während des Erdbebens in San Francisco im Jahr 1906 blieb Old St. Mary’s unbeschädigt, wurde jedoch durch ein durch das Erdbeben verursachtes Feuer beschädigt, aber im Gegensatz zum umgebenden Stadtviertel nicht zerstört. Nach Wiederherstellungsarbeiten wurde die Kirche 1909 wiedereröffnet. 1966 kam es zu einem Brand im Dachgeschoss. Aufgrund eines schweren Wasserschadens durch die Löscharbeiten musste die Kirche neun Monate lang wegen Renovierungsarbeiten geschlossen bleiben. Heute dient die alte Kathedrale als Pfarrkirche.